# Macadamia

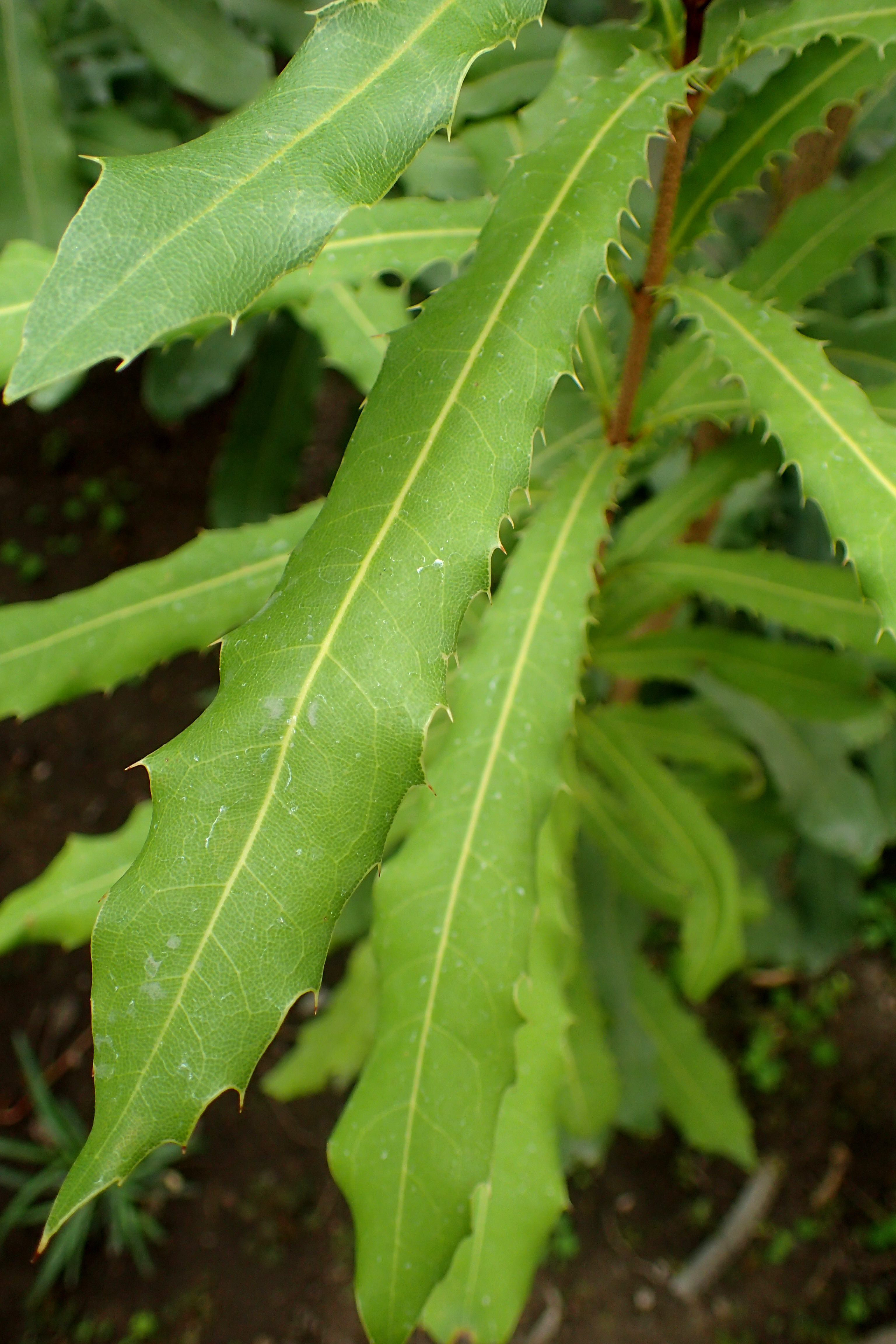
Hojas de Macadamia ternifolia, la especie tipo del género

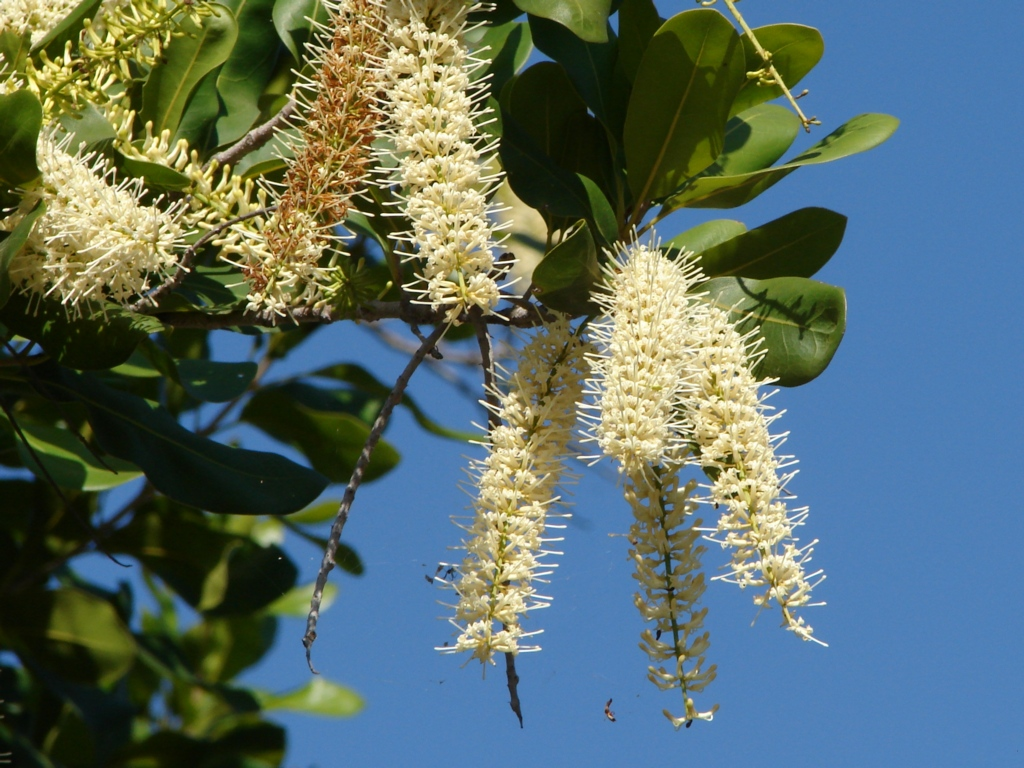
Inflorescencias de Macadamia integrifolia

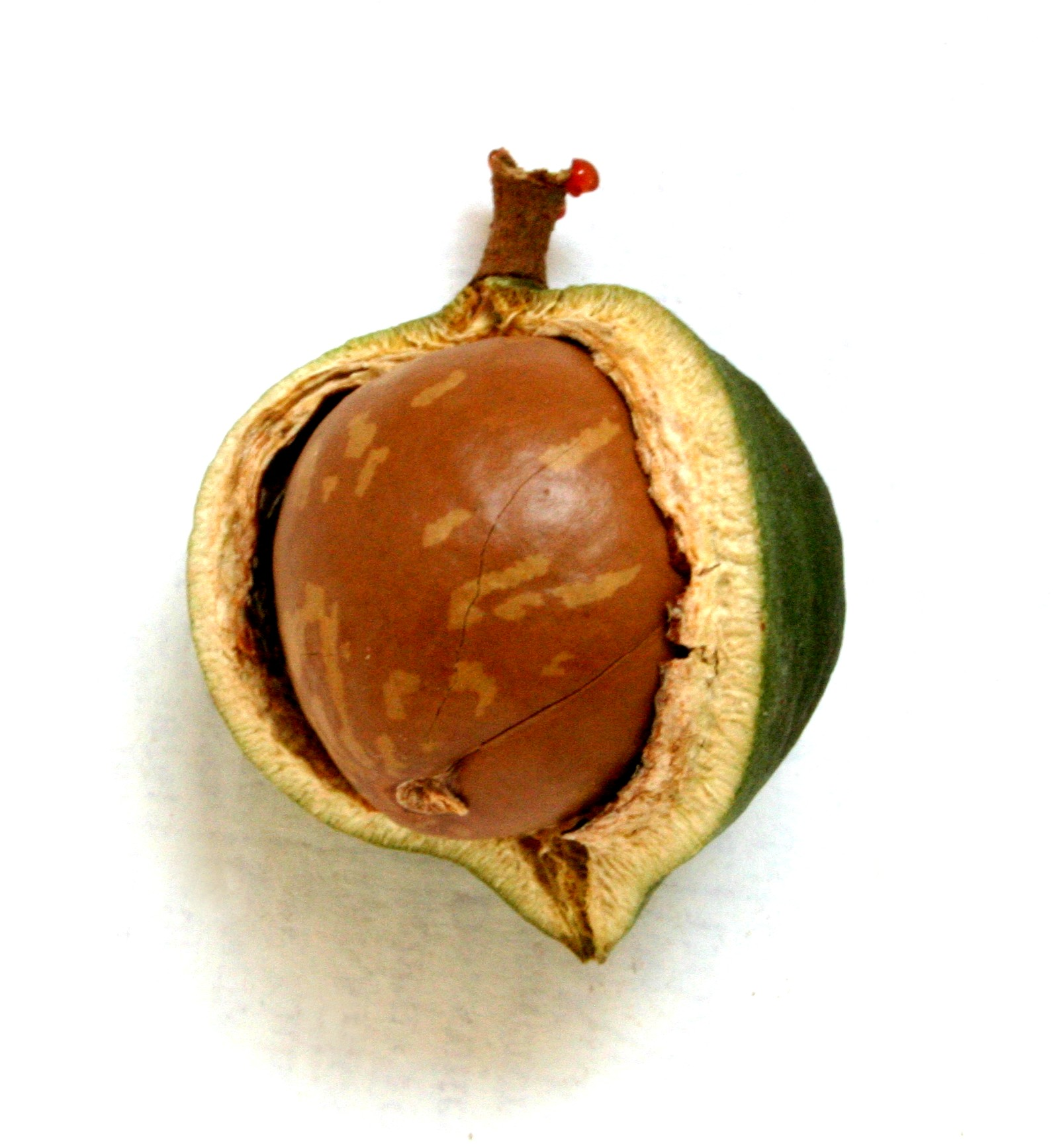
Fruto: folículo maduro parcialmente abierto.

Macadamia es un género de planta arbórea de la familia de las proteáceas; tiene descritas 14 especies de las cuales solo 5 se consideran válidas y son aceptadas.

## Descripción
Se trata de arbustos o árboles siempreverdes de 2 metros de altura con hojas lanceoladas u obovada a elípticas de 6-30 cm de largo por 2-12 de ancho, con bordes enteros o aserrados, organizadas en verticilos de 3 a 6. Las inflorescencias, axilares o terminales, son largos (5-30 cm) y estrechos racimos, a veces panículas, de pares bracteadas de flores hermafroditas, pediceladas, centimétricas, sin brácteas, con 4 tépalos, blancos, purpúreos o rosados, reflejos en la antesis. El fruto, de semillas comestibles en ciertas especies, es un folículo leñoso muy duro, tradidehiscente, de forma globosa con un ápice puntiagudo, con una o, raramente, dos semillas.

## Distribución
Su área de distribución natural se limita al este de Australia, Nueva Caledonia e Indonesia. Hay 2 especies introducidas en China (M. integrifolia y M. tetraphylla).
En la actualidad la macadamia se cultiva también en México, Bolivia, Colombia, Costa Rica, Guatemala, Ecuador, Paraguay, República Dominicana, Venezuela, Sudáfrica y Madagascar. Se introdujo en Perú, como cultivo alternativo, a través de un programa de FONCODES-Fondo de Cooperación para el Desarrollo Social.

## Taxonomía
El género fue creado por Ferdinand von Mueller y publicado en Transactions of the Philosophical Institute of Victoria, vol. 2, p. 72, 1857. La especie tipo es aquella Macadamia ternifolia.
EtimologíaEl nombre del género fue dedicado por Von Mueller a su amigo John Macadam, Esq., M.D., el entonces Secretario del Philosophical Institute of Victoria.

## Nombres comunes del fruto
- Macadamia
- Nuez de Arbusto
- Nuez de Macadamia
- Nuez Maroochi
- Queensland Nut
- Nueva Almendra
- Almendra del Nuevo Mundo

Los aborígenes australianos lo llaman Kindal kindal o Jindilli.

## Cultivo y usos
Sólo dos especies poseen importancia comercial en el campo alimenticio por ser las únicas que tienen la nuez comestible: Macadamia integrifolia y Macadamia tetraphylla. Las nueces de las demás especies son venenosas por la presencia de glicósidos, aunque estos glicósidos pueden ser eliminados mediante diversos procesos ya conocidos por los aborígenes.
En la actualidad la macadamia se usa también para la producción de cosméticos, ya que contribuye a la hidratación de la piel.
La macadamia contiene ácido palmitoleico (C16:1), un ácido graso omega 7 y es especialmente rico en ácido oleico, ácido linoleico, vitamina E y esteroles (avenasterol), que le dan propiedades suavizantes y calmantes.